# Beata Tereba
Beata Tereba-Zawrotniak (Varsovia, 18 de marzo de 1981) es una deportista polaca que compitió en esgrima, especialista en la modalidad de espada.
Ganó dos medallas en el Campeonato Europeo de Esgrima, plata en 2005 y bronce en 2004.

## Palmarés internacional
| Campeonato Europeo | Campeonato Europeo     | Campeonato Europeo | Campeonato Europeo |
| Año                | Lugar                  | Medalla            | Prueba             |
| ------------------ | ---------------------- | ------------------ | ------------------ |
| 2004               | Copenhague (Dinamarca) | Medalla de bronce  | Espada por equipos |
| 2005               | Zalaegerszeg (Hungría) | Medalla de plata   | Espada por equipos |